# São Jorge da Lor

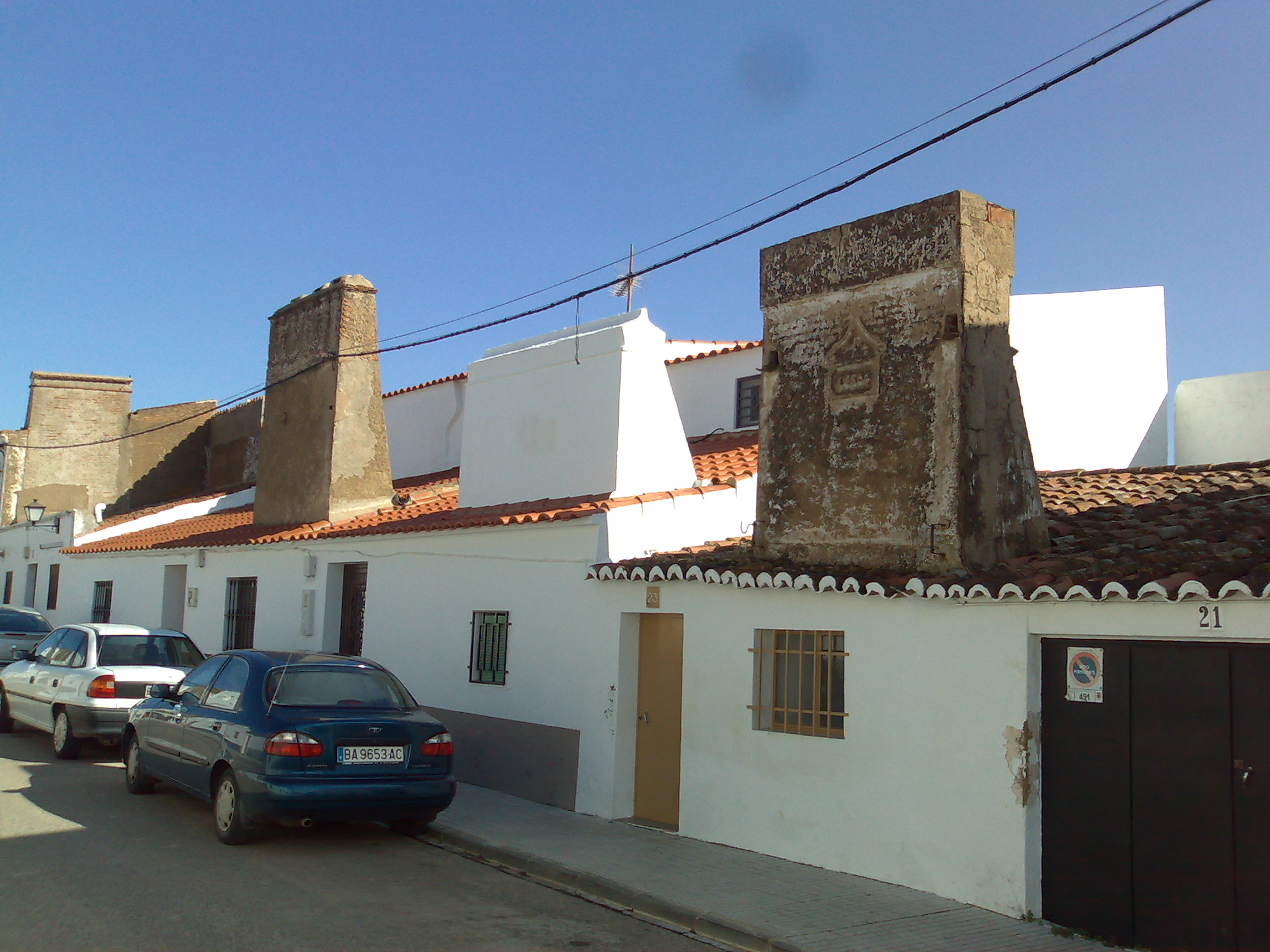
São Jorge da Lor, chaminés

São Jorge da Lor (em espanhol San Jorge de Alor) ou São Jorge de Olor é uma aldeia do município de Olivença. Até 1801 constituía uma freguesia deste concelho e tinha nesta data 404 habitantes.
Situada a 5 km de Olivença em direcção a SE, a aldeia constitui um núcleo urbano de muito interesse pela personalidade que lhe conferem as suas monumentais chunés (chaminés, no Português oliventino). Depois de São Bento da Contenda, é a maior das aldeias de Olivença.
Assentada no sopé da Serra da Lor, a 5 km. da Vila, constitui um conjunto marcadamente rural, com a fisionomia tradicional pouco alterada, destacando-se a sua arquitectura popular alentejana .
O centro do povoado e sua construção mais destacada é a igreja paroquial de S. Jorge, obra do século XVI. De pequenas proporções e endossada a outros edifícios, é em alvenaria caiada. O seu singelo portal é de desenho claramente popular, com triplo campanário. Interiormente, compõe-se de átrio de acesso, nave de três corpos, cruzeiro com abobado de aresta, cabeceira quadrangular e três grandes capelas anexas. Como sempre, a sua arquitectura espelha as formas populares alentejanas.
No início do século XVIII, possuía cerca de 80 habitantes.

## Galeria

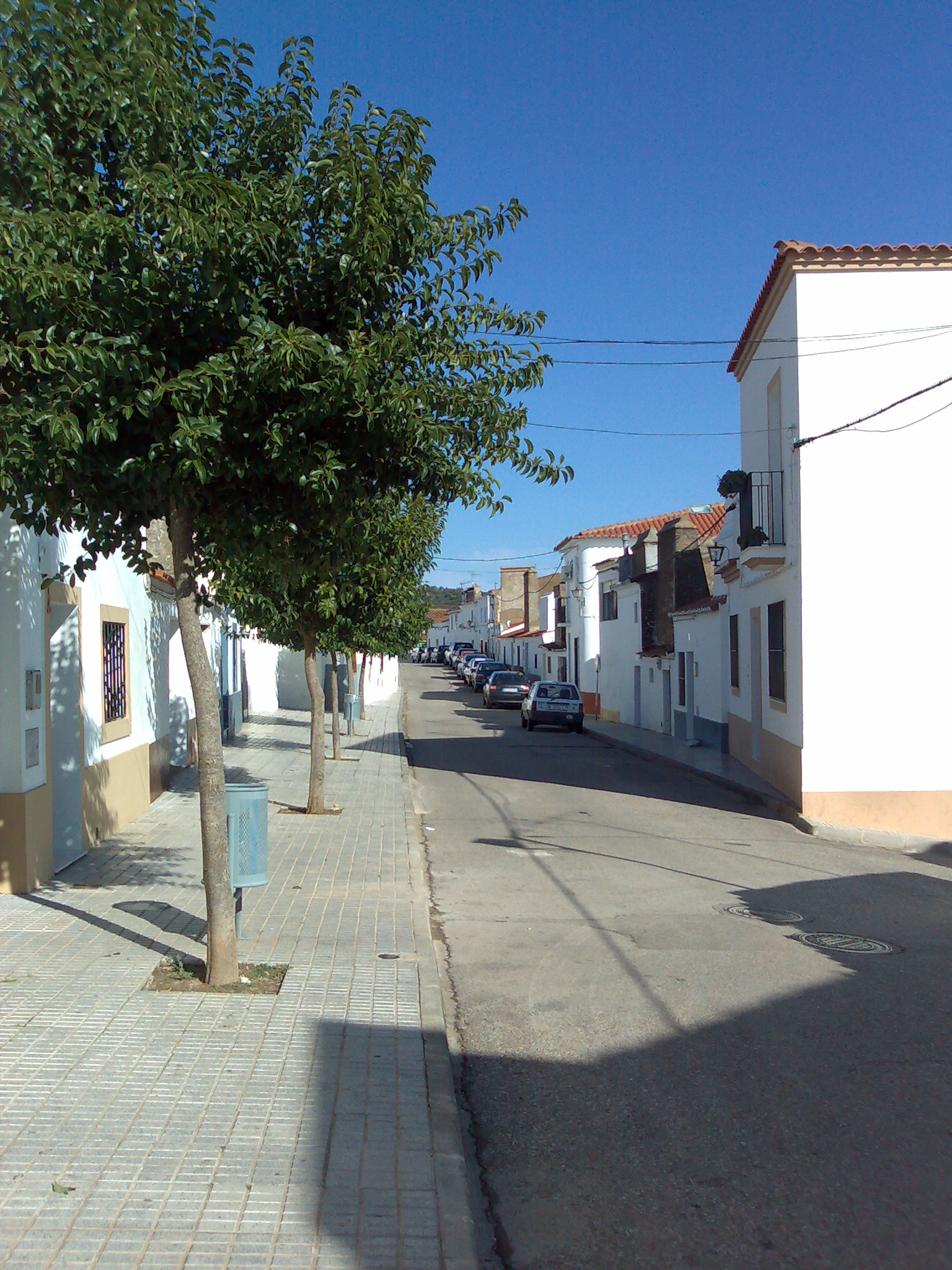
Rua
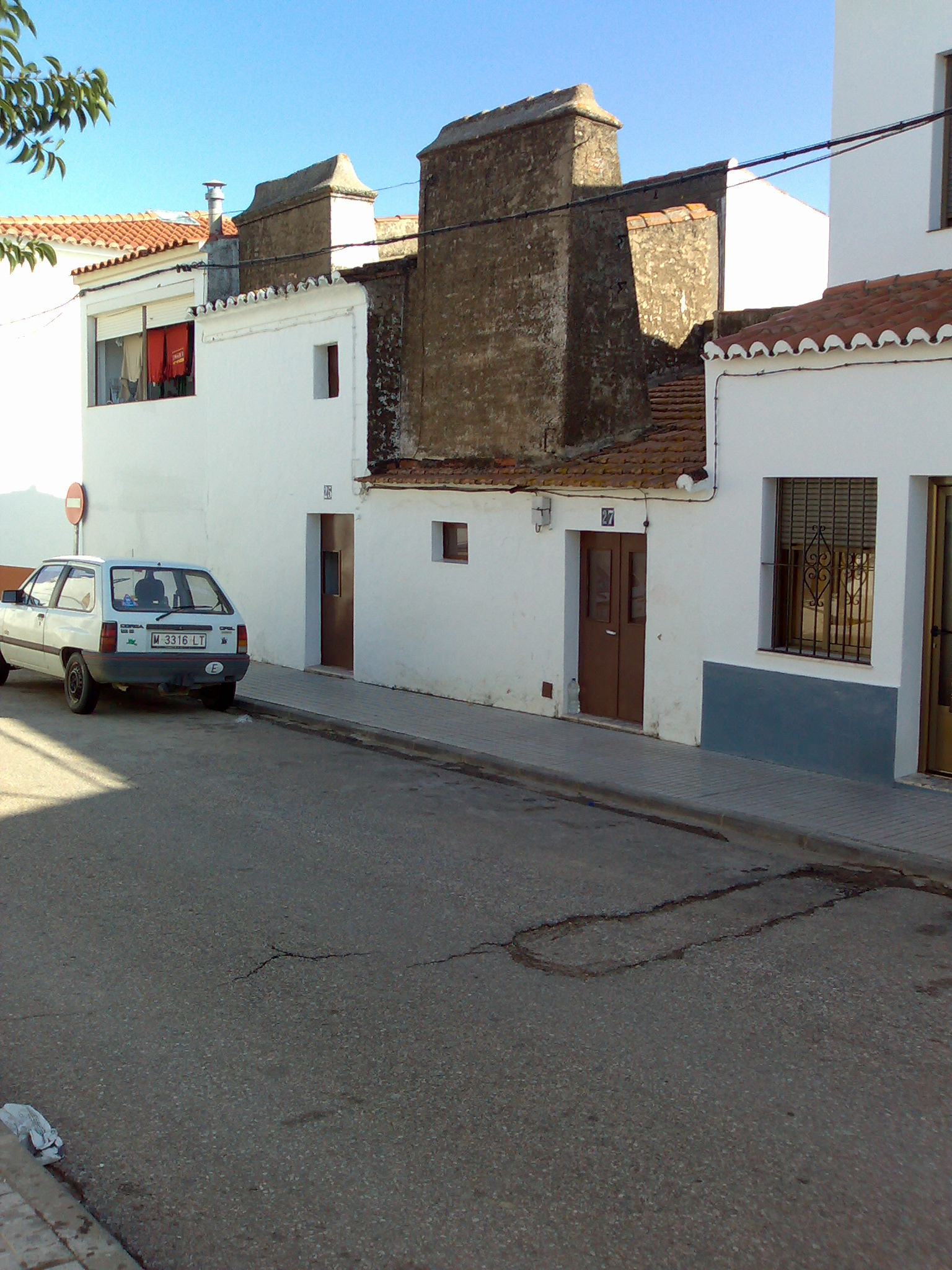
Chaminés
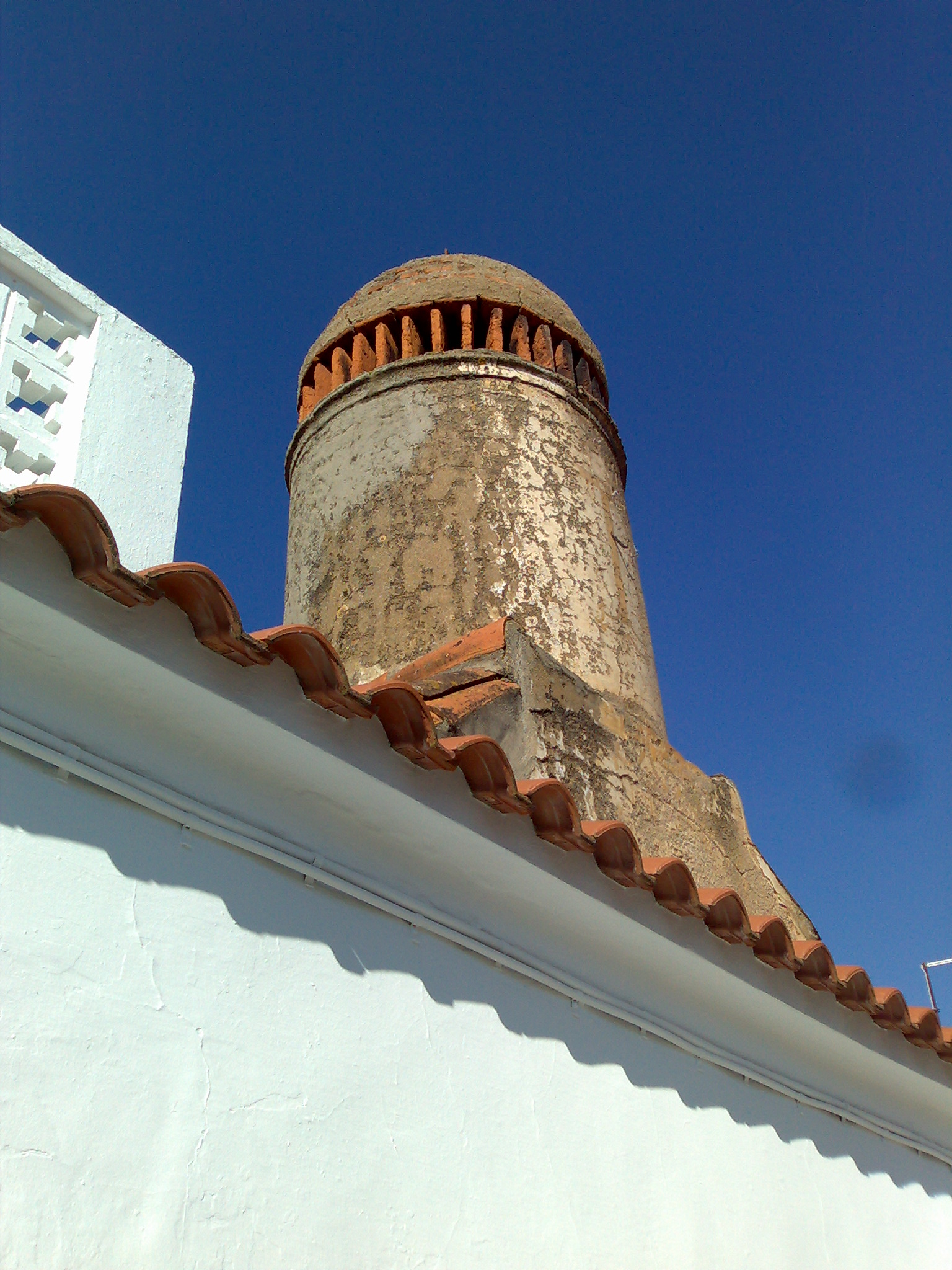
Chaminé
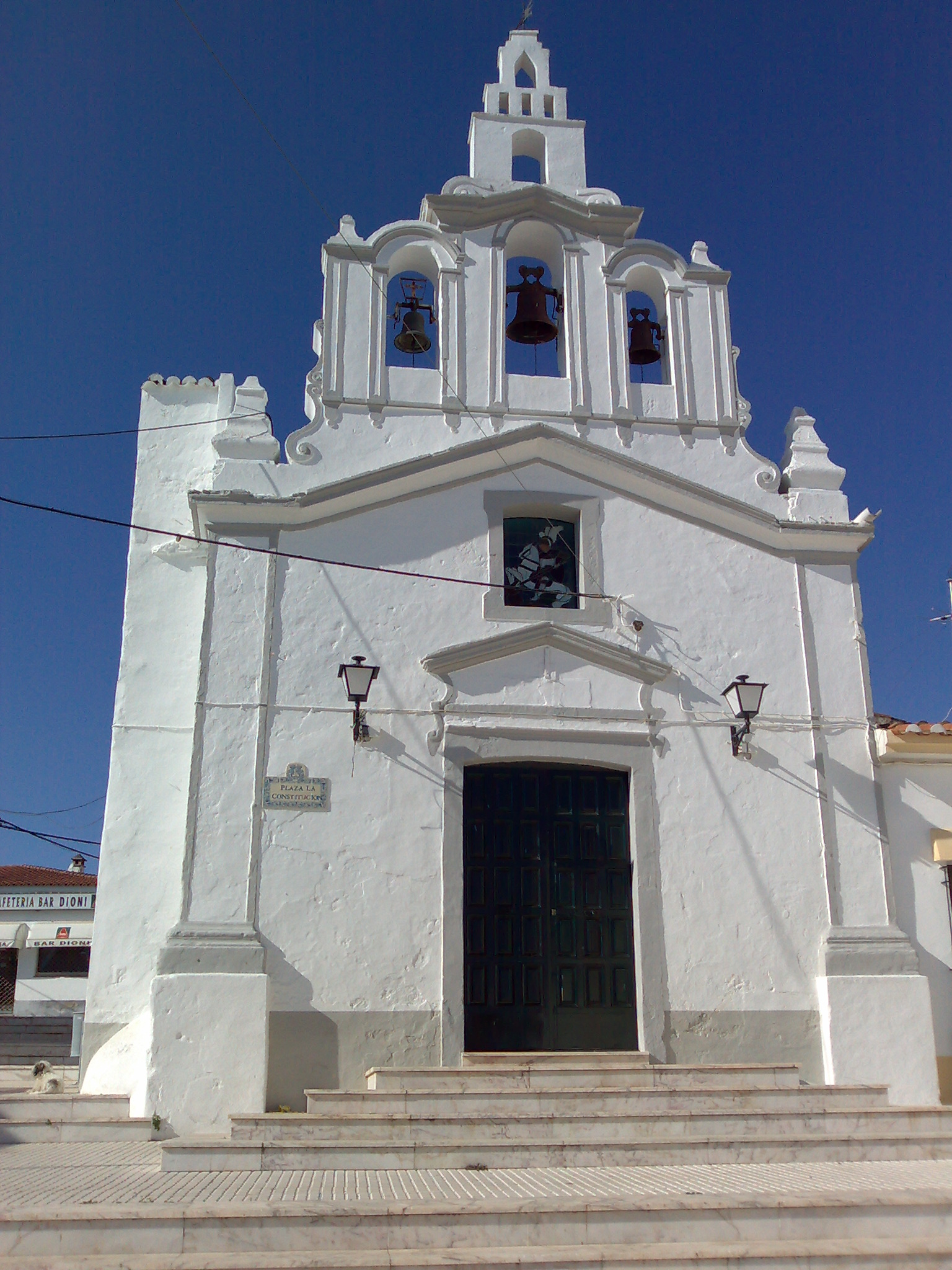
Igreja de S. Jorge
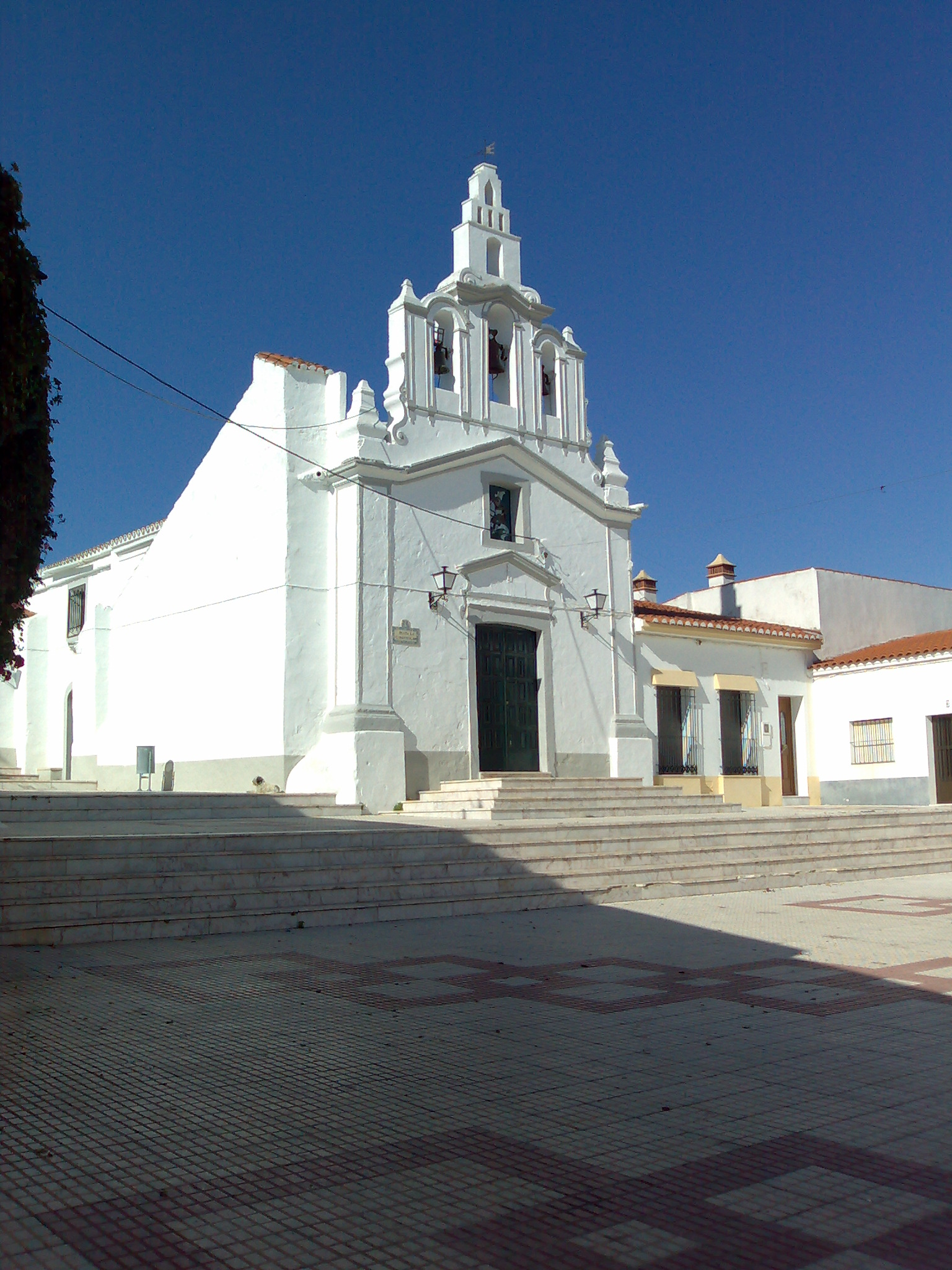
Igreja de S. Jorge
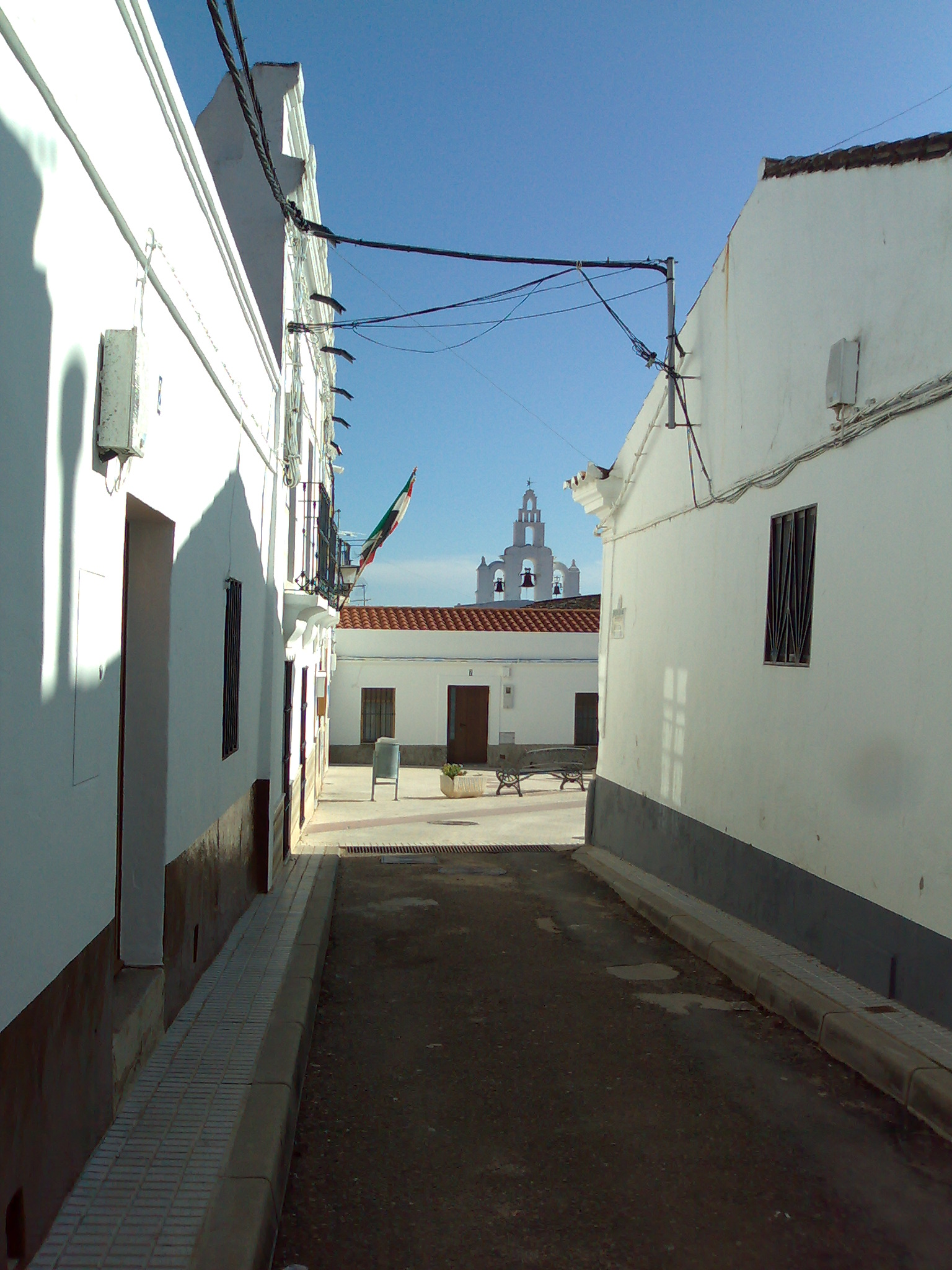
Rua